# Große Hamburger Straße
Die Große Hamburger Straße ist eine 400 Meter lange Straße im Berliner Ortsteil Mitte des gleichnamigen Bezirks zwischen der August- und der Oranienburger Straße.

## Geschichte

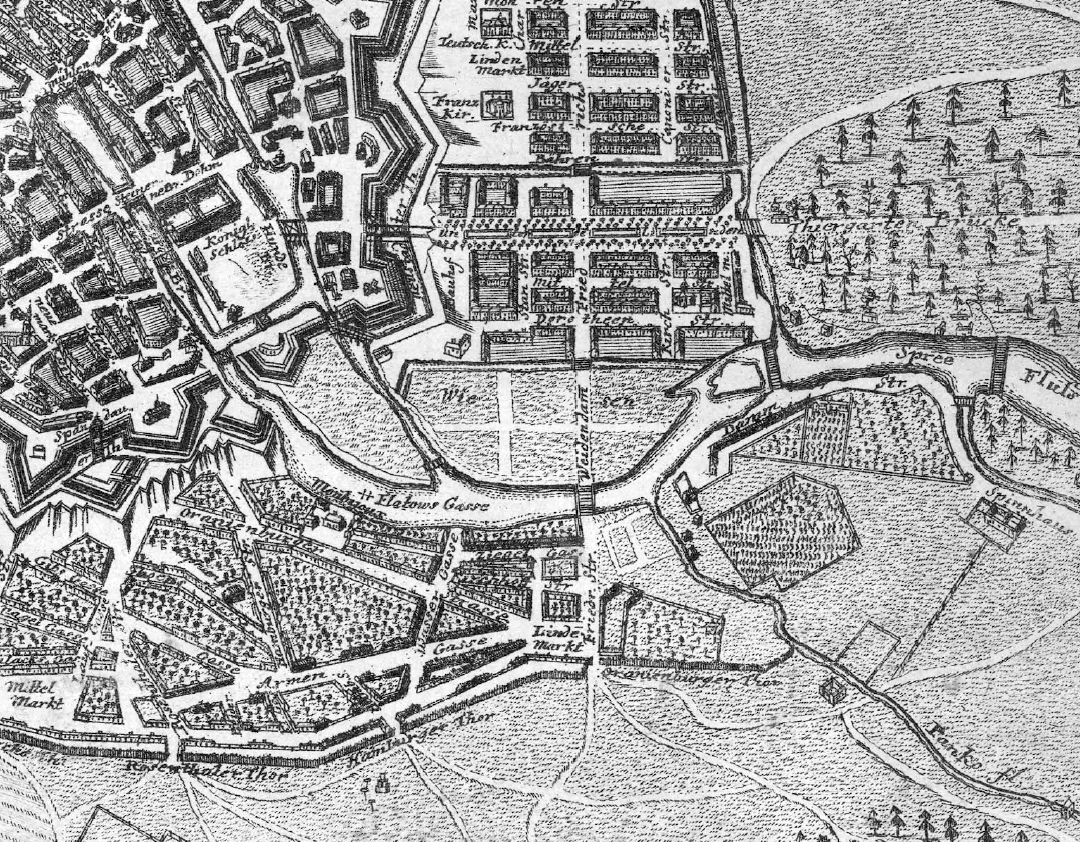
Plan der Spandauer Vorstadt um 1723 (Norden unten)

Mit der Entwicklung der Spandauer Vorstadt entstand um das Jahr 1700 die Hamburger Straße mit zwei Abschnitten zwischen der Oranienburger Straße und der Armesünder Gasse (heute: Auguststraße) und weiter bis zum Hamburger Tor. Bereits auf dem Stadtplan von Dusableau aus dem Jahr 1723 ist sie als Hamburger Straße verzeichnet. 1737 wurde sie in Große Hamburger Straße und Kleine Hamburger Straße aufgeteilt, was auf dem Plan von 1738 zu erkennen ist. 1740 wurde sie gepflastert. Die Hausnummern folgen dem Prinzip der in Berlin ursprünglich üblichen Hufeisennummerierung, beginnend an der Auguststraße auf westlicher Seite (1–21) und auf östlicher Seite von der Oranienburger Straße (25–42).
Da hier auf engem Raum sowohl Gebäude jüdischen, protestantischen als auch katholischen Lebens stehen, spricht man auch von der „Toleranzgasse“. In Erinnerung an die Gräueltaten, die hier während der Zeit des Nationalsozialismus stattfanden, ist aber auch von der „Straße der Toleranz und des Todes“ die Rede.

## Gebäude

### Westliche Seite

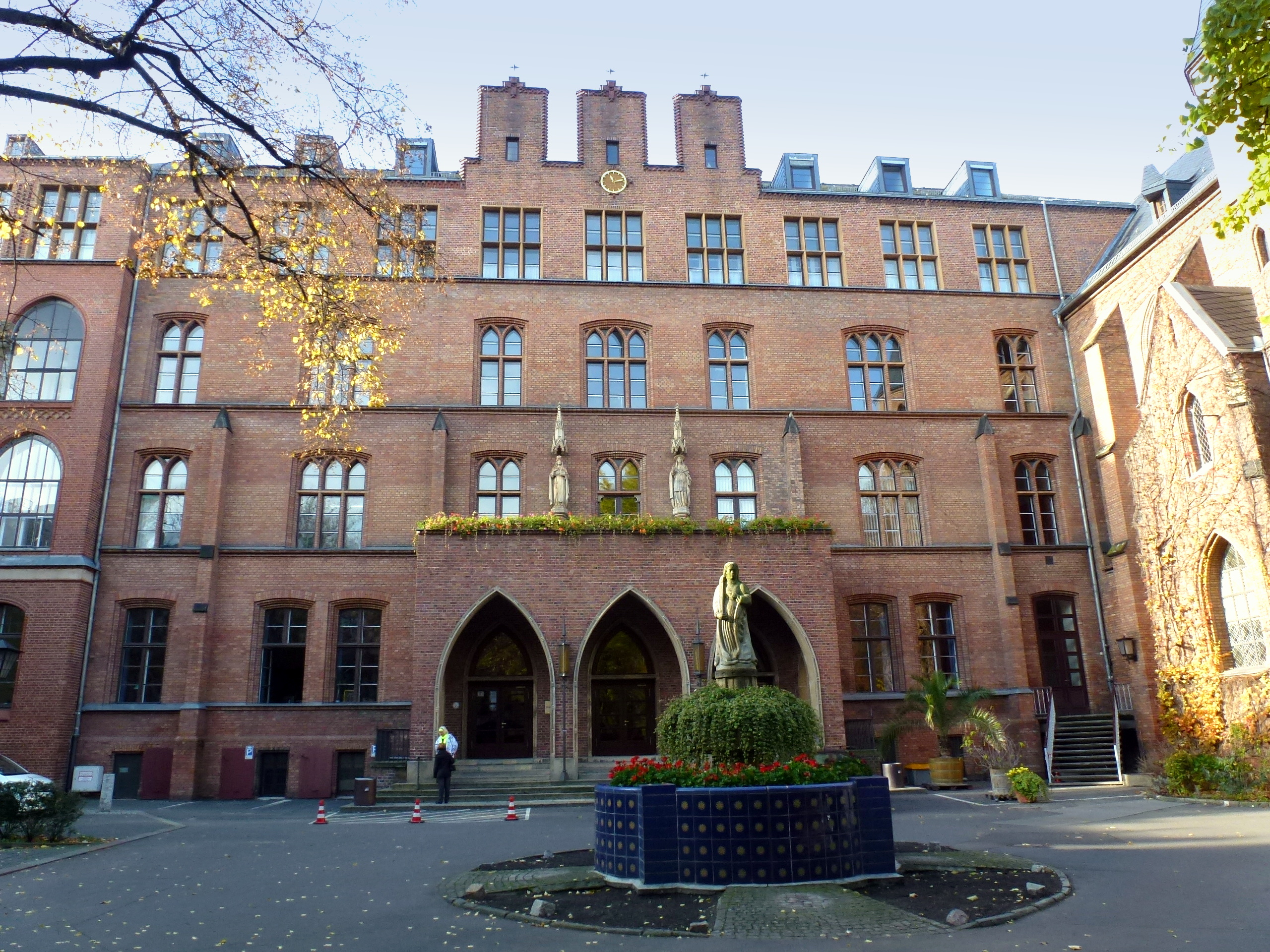
St.-Hedwig-Krankenhaus mit Brunnen, rechte Bildseite Marienkapelle

- Die Mietshäuser Nr. 2 (um 1875) und Nr. 4[1][2] (um 1865) sind gelistete Baudenkmale.
- In der Nr. 5–11 befindet sich das 1846 gegründete katholische St. Hedwig-Krankenhaus, das nach der Charité zweitälteste Großkrankenhaus Berlins. Das Gebäude wurde von 1851 bis 1854 zusammen mit der in das Haupthaus integrierten Marienkapelle an der Großen Hamburger Straße nach Entwürfen von Vincenz Statz errichtet und ist ein gelistetes Baudenkmal.[3]

Im Krankenhaus wohnte 1932–1934 zeitweise der zurückgetretene Reichskanzler Heinrich Brüning (Zentrumspartei), bevor er nach der Verabschiedung des Ermächtigungsgesetzes ins Exil gezwungen wurde. In den Jahren 1942 bis 1945 halfen der Arzt Erhard Lux und die Fürsorgerin Marianne Hapig mit Unterstützung von Ordensschwestern und Angestellten des Krankenhauses vielen von Deportation bedrohten Juden.
- Das Eckhaus Nr. 12 Ecke Krausnickstraße von 1881 ist ein gelistetes Baudenkmal.[5]
- Das dreigeschossige Eckhaus Nr. 13 und 14 gehört zu den wenigen überlieferten Bauten der Erstbebauung des 18. Jahrhunderts. Das 1755 in den Akten erwähnte Wohnhaus des Schlächtermeisters Carl Friedrich Hebener in der Großen Hamburger Straße 14 hat sich seit dem Neubau 1820 nicht wesentlich verändert. Der viergeschossige Flügel an der Krausnickstraße entstand 1862. Die Krausnickstraße war erst 1860 nach dem Abbruch von zwei Wohnhäusern bis zur Großen Hamburger Straße durchgelegt worden.[6]Hamburger Straße 15/16

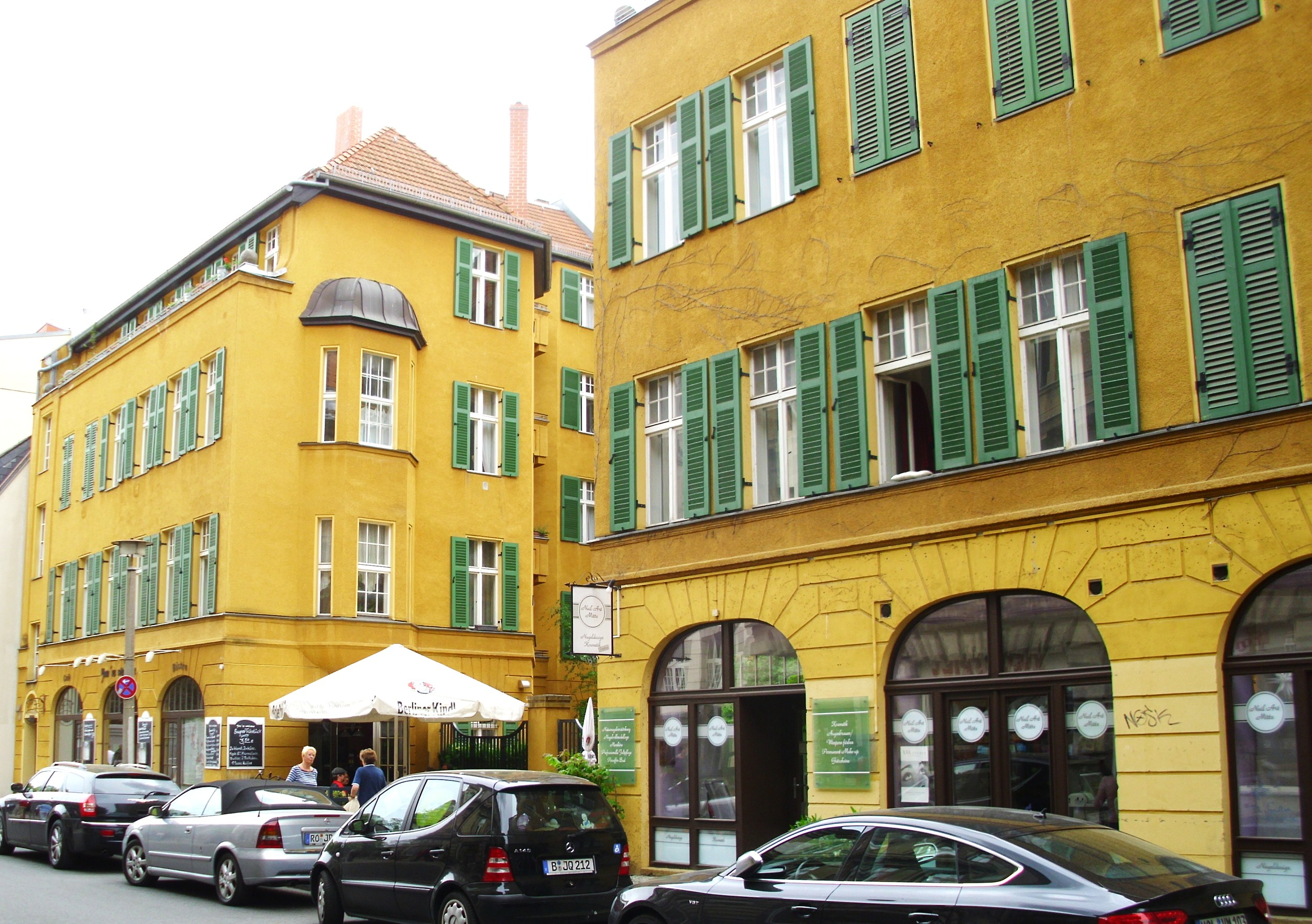
Hamburger Straße 15/16

- Das Haus Nr. 15/16 aus dem Jahr 1911 von Edmund Fuchs fällt durch seine gelbe Farbgebung auf, die sonst nicht in dieser Straße vorkommt. Es wird gastronomisch genutzt und ist ebenfalls ein gelistetes Baudenkmal.[7] Im hinteren Teil des Grundstücks wurde das Gartenhaus im Krieg durch Bombenschäden zerstört. In dieser Lücke entstand 1990 durch den französischen Künstler Christian Boltanski das Mahnmal The Missing House, mit dem er an die verschwundenen Bewohner dieses Hauses erinnert.[8]Hamburger Höfe

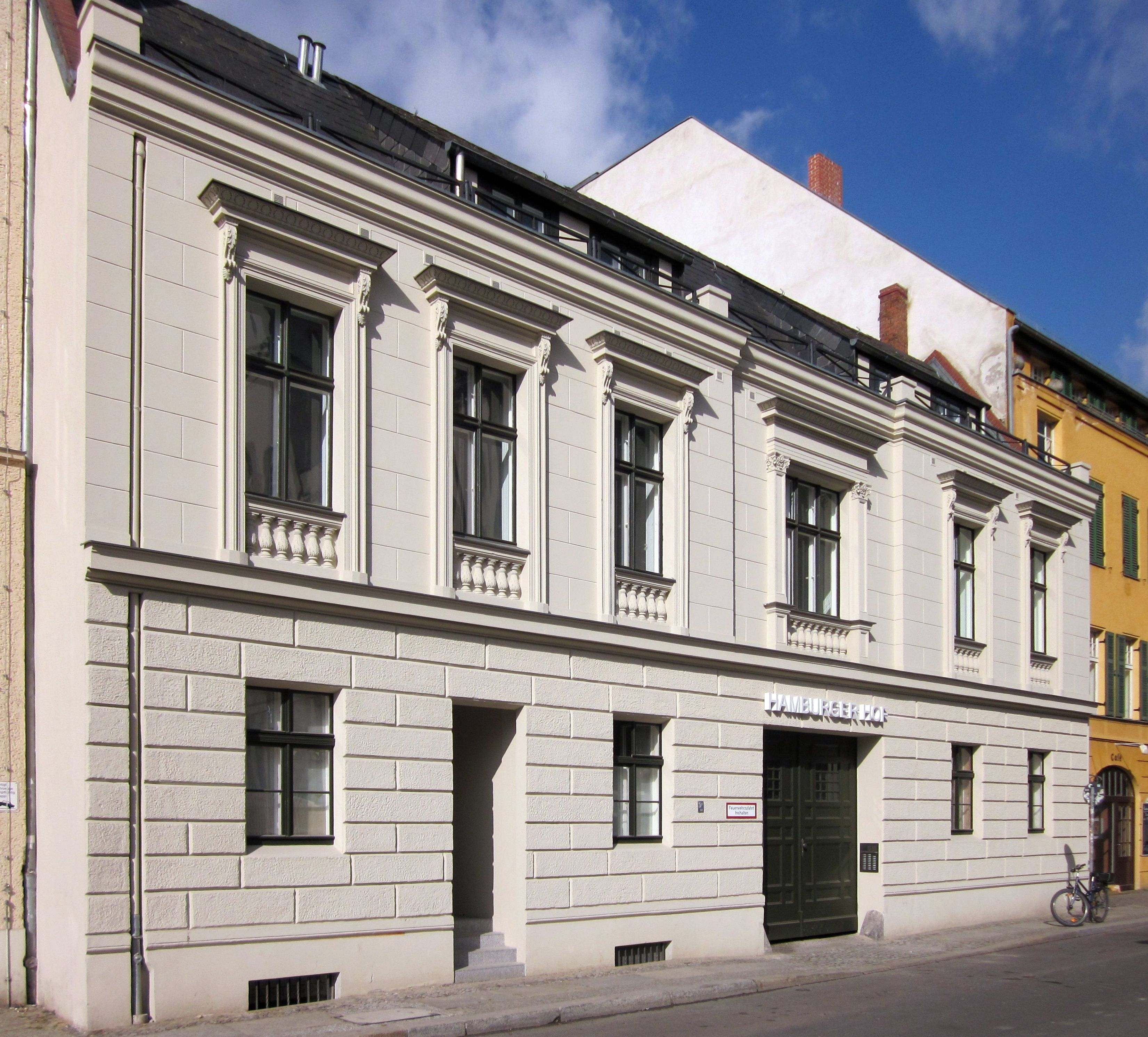
Hamburger Höfe

- Haus Nr. 17 von 1828 markiert mit seiner Bauflucht das frühere schmalere Straßenprofil der Großen Hamburger Straße. Es ist ebenfalls ein Baudenkmal,[9] in dem  sich heute die Hamburger Höfe befinden, eine Mischung aus Wohn- und Gewerbebauten. Hier haben die Berliner Architekten nps Tchoban Voss in enger Abstimmung mit den Denkmalschutzbehörden von Bezirk und Senat ein Umbau- und Erweiterungskonzept entwickelt, das eine Nutzungsmischung aus Handwerk, Kunstgewerbe, Kulturbetrieb und Wohnungen ermöglicht. Der Gebäudekomplex wurde im Sommer 2010 fertiggestellt.[10]
- Das Haus Nr. 18/19 von 1864 ist ebenfalls ein Baudenkmal.[11] In der Nr. 18 befindet sich das Haus der Caritas, eine Einrichtung des Deutschen Caritasverbandes, die eine Suchtberatungsstelle, ein Straßencafé und eine betreute Wohngemeinschaft betreibt. 1934 wurde an dieser Stelle das erste Don Bosco-Heim der Salesianer eröffnet.[12]Nr. 19a, ältestes Haus der Spandauer Vorstadt

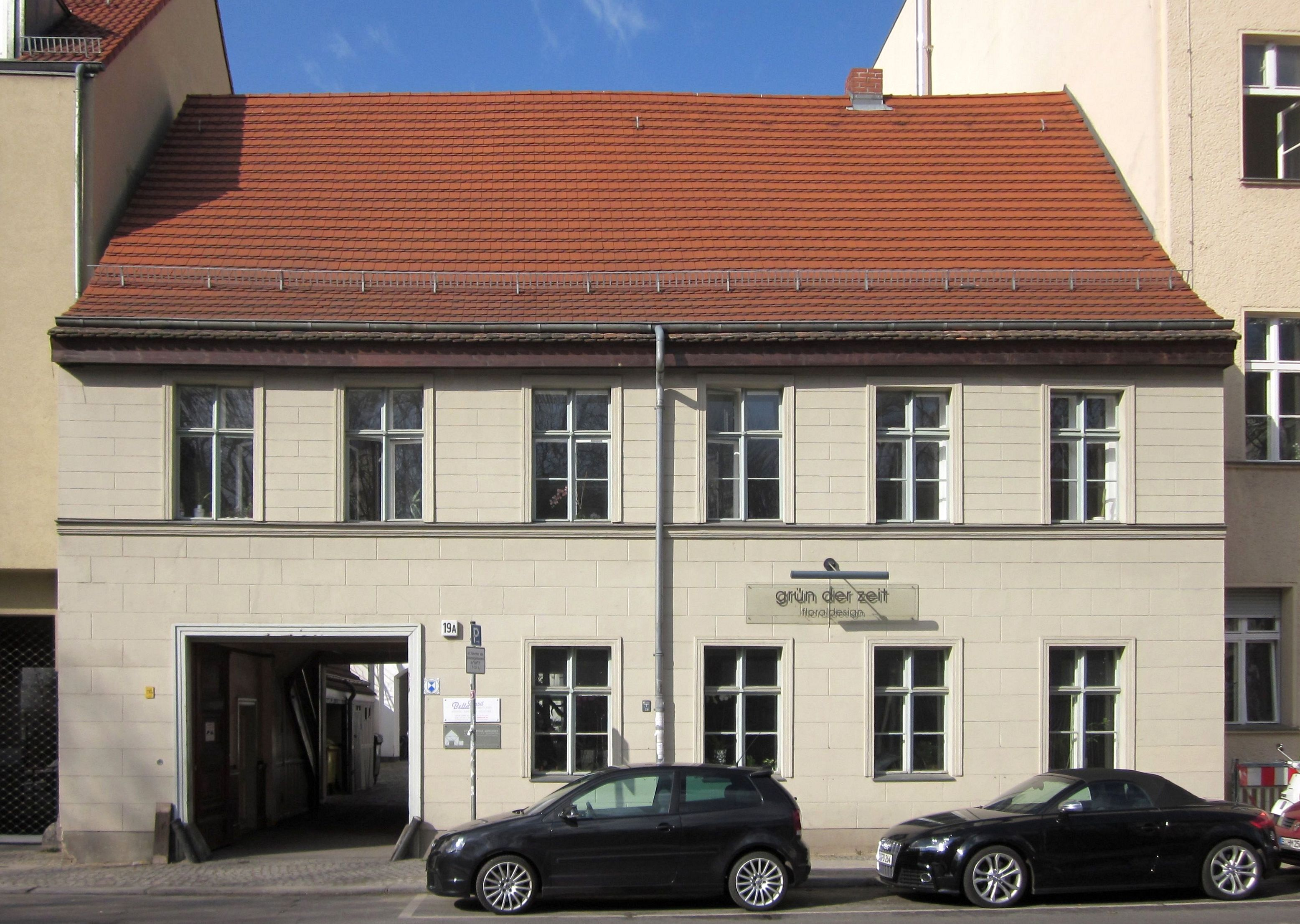
Nr. 19a, ältestes Haus der Spandauer Vorstadt

- Die Nr. 19a, das älteste Haus der Spandauer Vorstadt, stammt wahrscheinlich aus dem Jahr 1692, wurde im Jahr 1827 geteilt und mehrfach umgebaut. Aufgrund der historischen Bedeutung blieben bei der baulichen Instandsetzung 1996 der Grundriss des Hauses und die Dachkonstruktion unverändert mit allen historischen Eigenheiten erhalten. Zwischen den nicht mehr tragfähigen alten Dachgebinden übernimmt eine neu errichtete Konstruktion die Last.[13]

### Östliche Seite
- Die Mietshäuser Nr. 24 von 1867 und 25 von 1864 sind gelistete Baudenkmale.[14][15]

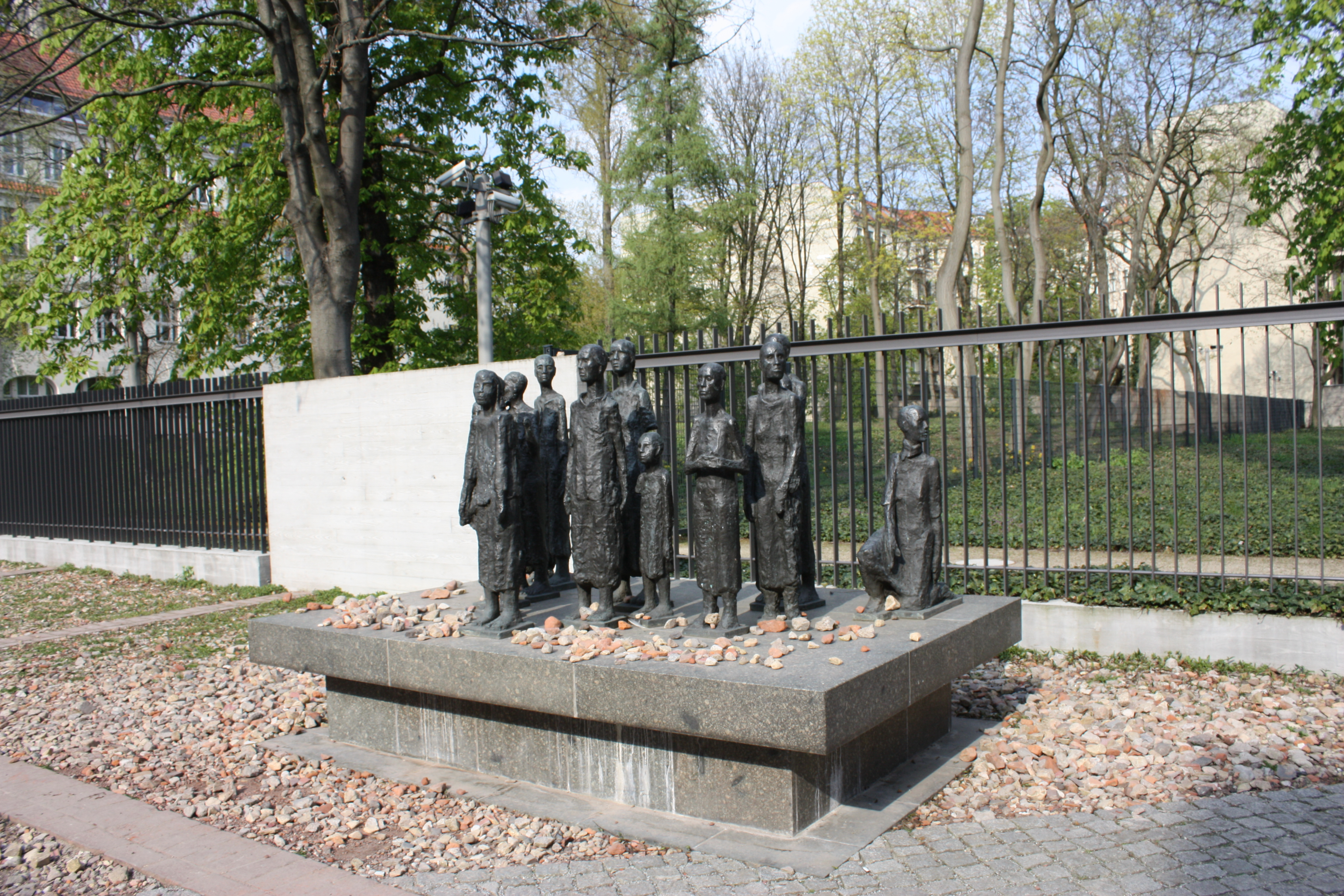
Gedenkstätte auf dem Gelände des ehemaligen Jüdischen Altersheims

- Nr. 26: Ab 1829 befand sich hier das erste Altersheim der jüdischen Gemeinde, das 1844 in das neuerbaute Gebäude zog. Es wurde zusammen mit der auf dem Nachbargrundstück liegenden jüdischen Schule am 14. November 1942 von der Gestapo als Sammellager eingerichtet,[16] von dem aus Zehntausende Berliner Juden in das KZ Theresienstadt und das KZ Auschwitz deportiert und ermordet wurden. Das Altersheim wurde 1943 zerstört und das Grundstück nach Kriegsende enttrümmert. An der Stelle des Altersheims steht seit 1984 eine Figurengruppe von Will Lammert, die ursprünglich (1957) für die Mahn- und Gedenkstätte Ravensbrück vorgesehen war, und erinnert an das Leid der 55.000 Juden, die von hier in den Tod verschleppt wurden.

Hier befindet sich auch der Eingang zum alten jüdischen Friedhof, der 1672 entstand und 1827 geschlossen wurde. Er lag damals direkt hinter dem Heim. Seit dem 18. Jahrhundert befanden sich hier das jüdische Gemeindehaus und das 1756 gegründete jüdische Krankenhaus („Juden-Lazarett“), das 1861 in die Auguststraße verlegt wurde.
- Nr. 27: Im Jahr 1862 wurde hier die Knabenschule der jüdischen Gemeinde eröffnet. Am 11. April 1942 wurde das Gebäude auf Veranlassung des Reichssicherheitshauptamts geräumt und am 30. Juni endgültig geschlossen. Eine Gedenktafel und ein Porträtrelief erinnern an ihren Gründer Moses Mendelssohn. Wie durch ein Wunder blieb trotz der angeordneten Tilgung aller jüdischen Inschriften und Symbole über dem Portal der Schule die Inschrift „Knabenschule der Jüdischen Gemeinde“ mit Skulpturenschmuck erhalten (siehe Foto in der Infobox).→ Hauptartikel: Jüdisches Gymnasium Moses Mendelssohn
- Nr. 28: Das Wohnhaus der Sophiengemeinde von Kurt Berndt entstand 1901 im Zusammenhang mit der Neuordnung des Umfeldes der Sophienkirche.[17] Es enthält heute einen Spielzeugladen.

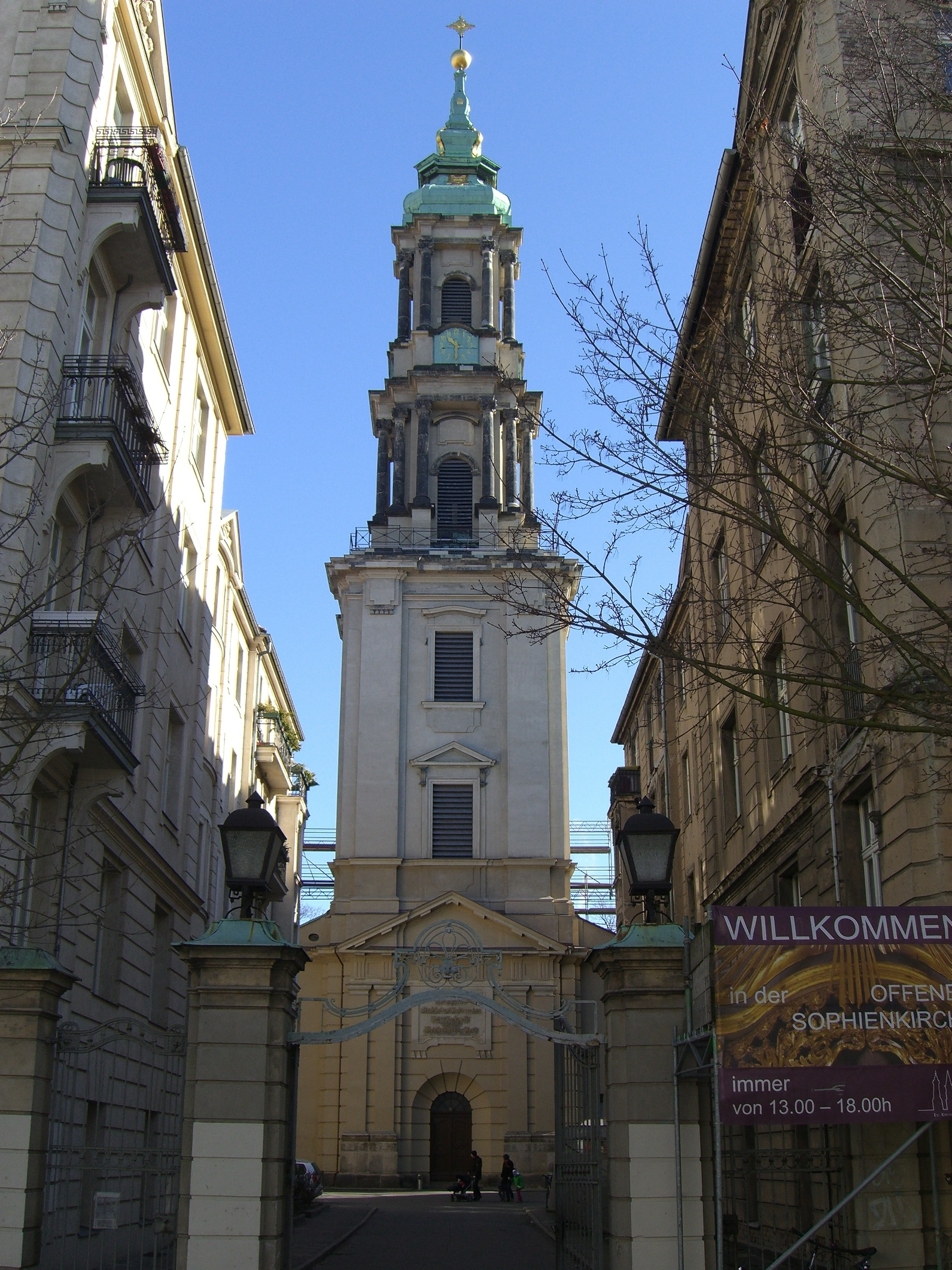
Sophienkirche

- Auf dem Grundstück Nr. 29–31 befindet sich die 1712–1713 nach den Plänen von Philipp Gerlach errichtete Sophienkirche, deren Turm als herausragendes Zeugnis der Berliner Barockarchitektur gilt.[18] Zu dem Gebäudekomplex gehören ebenfalls die 1902–1905 im Rahmen der Neuordnung des Umfeldes der Sophienkirche errichteten Gemeindehäuser der Sophiengemeinde, die nun den Blick auf die Kirche ermöglichten, die 200 Jahre hinter den Wohnhäusern der Straße verborgen war.[19] Zur Kirche gehört auch der bereits 1853 geschlossene Kirchhof der Sophiengemeinde. In die Außenmauer der Kirche ist an der Sakristei die Erinnerungstafel für den Dichter Karl Wilhelm Ramler sowie an der Nordwand für die Dichterin Anna Luise Karsch eingefügt. Neben einer Reihe von Gräbern aus den letzten Tagen des Zweiten Weltkriegs an der angrenzenden Sophienstraße finden sich mehrere Ehrengräber wie das des Gründers der Sing-Akademie zu Berlin Carl Friedrich Zelter und das des Historikers Leopold von Ranke.[20]

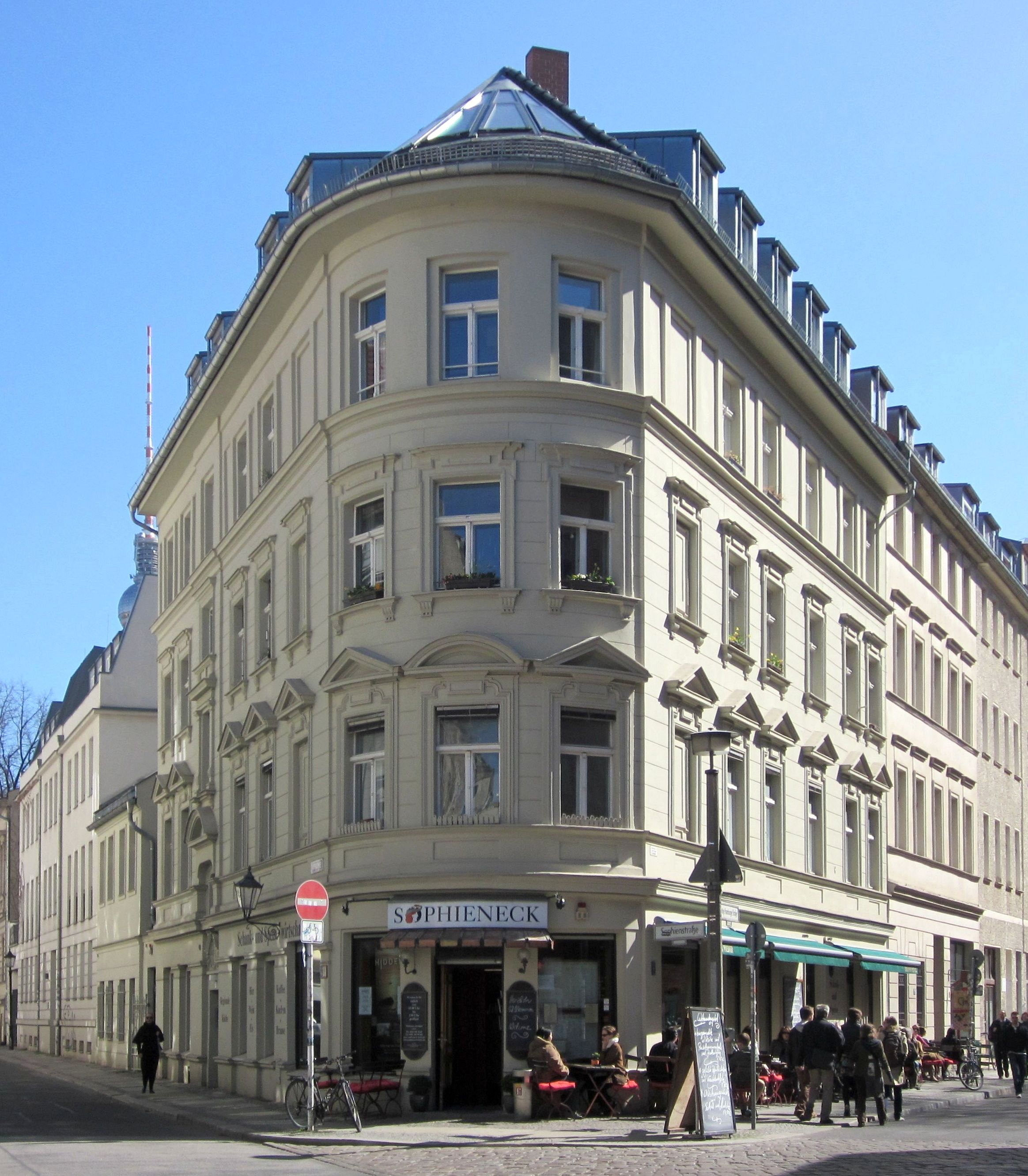
Sophieneck

- Die Häuser Nr. 32 von 1882,[21] Nr. 33 von 1882,[22] Nr. 34 von 1862,[23] Nr. 35 von 1840,[24] Nr. 36 von 1838,[25] Nr. 36a von 1838[26] sowie Nr. 37 von 1892[27] sind als Bestandteile der Spandauer Vorstadt gelistete Baudenkmale.